# Аленспарк (Колорадо)
Аленспарк (енгл. Allenspark) насељено је место без административног статуса у америчкој савезној држави Колорадо.

## Демографија
По попису из 2010. године број становника је 528, што је 32 (6,5%) становника више него 2000. године.
| Група             | 2000.       | 2010.       |
| Белци             | 473 (95,4%) | 504 (95,5%) |
| Афроамериканци    | 1 (0,2%)    | 2 (0,4%)    |
| Азијати           | 5 (1,0%)    | 0 (0,0%)    |
| Хиспаноамериканци | 8 (1,6%)    | 14 (2,7%)   |
| Укупно            | 496         | 528         |